# KkStB 71
Die kkStB 71 war eine Reihe von Güterzug-Schlepptenderlokomotiven der kkStB, die ursprünglich von der Eisenbahn Pilsen–Priesen(–Komotau) (EPPK) stammte.
Die EPPK musste aufgrund der topographischen Gegebenheiten im Güterverkehr sehr bald auf vierfach gekuppelte Lokomotiven umsteigen.
Die acht Maschinen wurden von der Lokomotivfabrik Floridsdorf 1876 (sechs Stück) und von der Wiener Neustädter Lokomotivfabrik 1881 (zwei Stück) geliefert. Nach 1888 wurden sie neu bekesselt. Die Tabelle gibt die Dimensionen des neuen Kessels wieder.
Nach der Verstaatlichung 1884 ordneten die kkStB die Maschinen als Reihe 71 ein.
Nach dem Ersten Weltkrieg kamen sechs Lokomotiven dieser Reihe zu den ČSD als Reihe 401.1, die restlichen kamen unter alter Bezeichnung zu den PKP. Die ČSD schieden ihre Maschinen bis 1950 aus.